# Davide Rizzi
Davide Rizzi, född 8 december 1998 i Padua, är en italiensk parkourutövare.

## Karriär
I september 2022 vid världscupen i Sofia tog Rizzi brons i freestyle. Finalen genomfördes dock inte på grund av kraftigt regnväder och medaljerna delades ut efter poängen i kvalet. Följande månad vid VM i Tokyo tog Rizzi herrarnas första VM-brons i freestyle i den första upplagan av mästerskapet. Han fick 24,5 poäng och besegrades endast av grekiska Dimitris Kyrsanidis och kinesiska Teng Gaozheng.